# Kenneth Bayley
Kenneth Bayley, britanski general, * 1903, † 1967.